# Hylozoismus
Der Begriff Hylozoismus (altgriech. ὕλη hyle: Stoff, Materie (usp.: Wald, Holz, Bauholz); griech.: zoe: Leben) wird Ende des 17. Jahrhunderts von Ralph Cudworth geprägt. Mit diesem Begriff wird die kosmogonische Vorstellung bezeichnet, dass Leben oder die Fähigkeit der Selbstbewegung eine Eigenschaft von Materie sei. Er kann für folgende Auffassungen stehen:
- Die Annahme, absolut alle Dinge seien in gewisser Weise belebt.
- Die Vorstellung von einer von Leben durchdrungenen Welt, wobei augenscheinlich unbelebt erscheinende Dinge belebt sein können.
- Die Auffassung von einer Welt, die als Ganzes einen lebenden Organismus bzw. eine Seele bildet.

Hylozoisten waren die ionischen Naturphilosophen, die die Entstehung von allen Dingen aus einem Urstoff (Arché) beschrieben, so Thales das Wasser, Anaximander das Apeiron (das Unendliche), Anaximenes die Luft oder Heraklit das Feuer. Insoweit Aristoteles einfache Körper als Gegenstände bestimmte (Physik B1, 192b), die ihren Ursprung der Bewegung selbst in sich tragen, ist auch seine Philosophie vom Hylozoismus beeinflusst; siehe auch Hylemorphismus. In der Neuzeit werden die Auffassungen u. a. von Giordano Bruno und Denis Diderot als Hylozoismus charakterisiert.
Immanuel Kant urteilte über den Hylozoismus: „Der Hylozoismus belebt alles, der Materialismus dagegen, wenn er genau erwogen wird, tötet alles.“ Kant beschrieb den Hylozoismus als physischen Realismus, nach dem „die Zwecke in der Natur auf dem Analogon eines nach Absicht handelnden Vermögens, dem Leben der Materie“ beruhen. Kant selbst hielt diese Position allerdings für zirkulär.
Seit dem 19. Jahrhundert wird der Begriff oft kritisch von der materialistisch-mechanistischen Philosophie für alle nicht-materialistische, nicht-mechanistische Philosophie gebraucht. Im 20. Jahrhundert wird noch F. C. S. Schiller dem Hylozoismus zugerechnet.